# Explorer 35
Explorer 35 byla vědecká družice Měsíce, vyslaná agenturou NASA v roce 1967. V katalogu COSPAR dostala označení 1967-070A.

## Úkol mise
Explorer 35 byla americká rotací (25,6 obrátek za minutu) stabilizovaná družice. Je určena pro studium plazmatu a magnetických polí ve vzdálenosti Měsíce. Doplňujícími experimenty je studium měsíčního gravitačního pole, ionosféry Měsíce a technologický experiment (studium vlivu kosmického záření na sluneční baterie).
Toto měla provést daleko od rušivých vlivů Země. Výsledky měření byly důležité také kvůli chystaným letům amerických kosmonautů na Měsíc v programu Apollo a bylo třeba vědět, jaké vlivy může mít vesmírný prostor mezi Zemí a Měsícem na jejich zdraví a výkonnost.

## Základní údaje
Tento typ družic patřil mezi vědecké typu IMP (Interplanetary Monitoring Platform). Její váha byla 104,5 kg.
Označení Lunar měla kvůli zvolené orbitě kolem Měsíce, označení Explorer bylo dáváno programu vědeckých družic v USA. Další známé družice této řady jsou neúspěšná Explorer 33 a o pět let později startující úspěšná mise Explorer 49.

## Průběh mise
Raketa Delta, nesoucí sondu, odstartovala 19. července 1967 z kosmodromu Eastern Test Range na Floridě. Sonda brzy přešla na eliptickou dráhu směrem k Měsíci. Po třech dnech letu byl na 23 sec zapálen brzdící motor a tím se sonda dostala na eliptickou oběžnou dráhu Měsíce ve vzdálenosti 800 – 7692 km. Oběh trval 690 minut. Stabilizace byla prováděna pomalou rotací.
Na této dráze pracovala do 24. června 1973. Pak byly její přístroje vypnuty.